# Secret Diary
Secret Diary é o primeiro álbum da músico americano, Gregg Gillis, sobre o nome Girl Talk. O álbum foi lançado pela gravadora Illegal Arts. 

## Faixas
- Lista de samplers incompleta:

1. "Let's Start This Party Right" – 2:26
  - 2 Unlimited - "Get Ready for This"
  - Reel 2 Real - "I Like To Move It"
  - Alice Deejay - "Better Off Alone"
  - 2 Unlimited - "Twilight Zone"
  - Cher - "Believe"
  - Baha Men - "Who Let The Dogs Out"
  - C+C Music Factory - "Here We Go (Let's Rock and Roll)"
  - Jagged Edge featuring Nelly - "Where the Party At"
2. "I Want You Back" – 3:27
  - Lil' Romeo - "My Baby" (contem samples de Jackson 5 - "I Want You Back")
  - Kriss Kross - "Jump"
  - Jay-Z - "Izzo (H.O.V.A."
3. "Ffun Haave To" – 5:12
  - Cyndi Lauper - "Girls Just Want To Have Fun"
4. "What If…" – 4:22
  - Joan Osborne - "What If God Was One Of Us]]"
  - Cash Money Millionaires - "Project Chick"
5. "Time to Get Glamorous" – 4:52
6. "Unicorn vs. Gravity" – 2:16
  - Jay-Z - "Jigga My Nigga"
  - The Price Is Right theme song
7. "The Right Stuff" – 5:48
  - Master P - "Make 'Em Say Ugh"
  - New Kids on the Block - "You Got It (The Right Stuff)"
8. "Fun in the Sun" – 3:44
  - DJ Jazzy Jeff and the Fresh Prince - "Summertime"
  - Sublime - "Doin' Time"
  - Alice Cooper - "School's Out"
  - Shaggy - "In the Summertime"
9. "Jumpin(g)" – 3:24
  - Destiny's Child - "Jumpin' Jumpin'"
10. "Friends 4-Ever" (com Matt Wellins) – 4:14
  - Papa Roach - "Last Resort"
  - Korn - "Freak on a Leash"
  - Limp Bizkit - "Rollin'"